# 池明観
池 明観（チ・ミョングァン、朝: 지명관、1924年10月11日 - 2022年1月1日）は、韓国の宗教政治学者、評論家、クリスチャン。本貫は忠州池氏。ソウル大学校卒業。
北朝鮮を支持して韓国民主化活動を行っていたが、訪朝後に転向している（2003年3月）。「T・K生」の名で1973年-1988年に雑誌『世界』に『韓国からの通信』を連載した。

## 来歴
朝鮮平安北道（現在北朝鮮）生まれ。1945年に朝鮮半島北部で小学校教師をしている時、ソ連軍に会って「革命であるから、もっともっと日本軍を憎め」と強要されたことを明かしている。
1967年から1968年までニューヨークのユニオン神学校に留学し、帰途来日。1970年から徳成女子大学で教える。韓国において雑誌『思想界』主幹。
1972年、再来日。東京女子大学教授を務め、維新体制に始まる軍事政権に抗する韓国での運動を支援。
当時『世界』の編集長だった安江良介の依頼を受け、キリスト教会の牧師達が持ち出した資料や関係者からの聞き取りをアンカーとしてまとめる「韓国からの通信」の執筆を「Ｔ・Ｋ生」のペンネームで開始。韓国中央情報部やその後身の国家安全企画部の追跡によっても「Ｔ・Ｋ生」の正体は解明出来なかったが、2003年に自らが筆者であることを名乗り出たことで明らかになった。
1993年、韓国に帰国。韓国翰林大学校教授を経て、同日本語学研究所所長。韓日文化交流会議委員長、KBS理事長などを歴任した。
2004年-2005年、国際日本文化研究センターへ日文研外国人研究員として京都滞在。2005年5月10日、「韓国現代史と日本について－1973年から1988年まで－」というタイトルで日文研フォーラムで対談（キャンパスプラザ京都）。
2022年1月1日、脳梗塞のため京畿道南楊州市の病院で死去。97歳没。

## 政治思想と立場
北朝鮮を支持して韓国民主化活動を行っていた。
しかし、2003年3月に訪朝して様々な制限・住民の悲惨さを体験し、「悲惨な飢餓に満ち満ちていました」と述べている。自身の知る日本統治時代の朝鮮より貧しい生活を送る北朝鮮の実態を知って、戻って来れた際には声が出なくなるほど精神的に参って日本の病院に入院した。「北の金正日政権を民衆の犠牲がなければ、直ちに無くしてしまいたいと思った」と述べている。
盧武鉉大統領在任時代には韓国人が南北関係のためだとして、北朝鮮に対する指摘などを「支障になるから黙っている」と沈黙強要の状況にあると語っている。

## 日本語の著作

### 単著
「T・K生」名義
- 「世界」編集部編 編『韓国からの通信（1972.11-1974.6）』岩波書店〈岩波新書〉、1974年8月20日。ISBN 4-00-415042-6。
- 「世界」編集部編 編『続・韓国からの通信(1974.7-1975.6)』岩波書店〈岩波新書〉、1975年。
- 「世界」編集部編 編『第3・韓国からの通信（1975.7-1977.8）』岩波書店〈岩波新書〉、1977年10月。
- 「世界」編集部編 編『軍政と受難　―第四・韓国からの通信―』岩波書店〈岩波新書〉、1980年9月22日。ISBN 4-00-420131-4。

「池明観」名義 
- 『流れに抗して　韓国キリスト者の証言』新教出版社、1966年。
- 『アジア宗教と福音の論理　第三世界とキリスト教』新教出版社、1970年。
- 『韓国現代史と教会史』新教出版社、1975年。
- 『韓国文化史』高麗書林、1979年4月。
  - 『韓国文化史』（新版）明石書店〈世界歴史叢書〉、2011年2月。ISBN 978-4-7503-3338-0。 - 初版：高麗書林1979年刊。
- 『現代史を生きる教会』新教出版社、1982年5月。
- 『破局の時代に生きる信仰』新教出版社、1985年10月。
- 『チョゴリと鎧　その歴史と文化をとらえなおす視点』太郎次郎社、1988年12月。
- 『現代に生きる思想　ハンナ・アレントと共に』新教出版社、1989年1月。ISBN 4-400-41567-8。
- 『勝利と敗北の逆説』新教出版社、1990年11月。ISBN 4-400-51570-2。
- 池明観（述）『韓国からみた教科書検定の問題点　教科書裁判(第三次訴訟控訴審)の証言「意見書」』教科書検定訴訟を支援する全国連絡会、1991年。
- 『韓国から見た日本　私の日本論ノート』新教出版社、1993年2月。ISBN 4-400-41536-8。
- 『人間的資産とは何か　ソウルからの手紙』岩波書店〈シリーズー生きる〉、1994年7月。ISBN 4-00-003823-0。
- 『韓国民主化への道』岩波書店〈岩波新書〉、1995年10月。ISBN 4-00-430412-1。
- 『ものがたり朝鮮の歴史　現在と過去との対話』明石書店、1998年1月。ISBN 4-7503-1005-0。
  - 『ものがたり朝鮮の歴史　現在と過去との対話』（オンデマンド版）明石書店〈Ondemand collection〉、2003年5月。ISBN 4-7503-9004-6。
- 『日韓関係史研究　1965年体制から2002年体制へ』新教出版社、1999年9月。ISBN 4-400-21296-3。
- 『韓国と韓国人　一哲学者の歴史文化ノートより』アドニス書房、2004年3月。ISBN 4-309-90569-2。
- 『T・K生の時代と「いま」　東アジアの平和と共存への道』一葉社、2004年7月。ISBN 4-87196-028-5。
- 『境界線を超える旅　池明観自伝』岩波書店、2005年8月。ISBN 4-00-023830-2。
- 『韓国近現代史　1905年から現代まで』明石書店〈世界歴史叢書〉、2010年1月。ISBN 978-4-7503-3125-6。
- 『叙情と愛国　韓国からみた近代日本の詩歌　1945年前後まで』明石書店、2011年12月。ISBN 978-4-7503-3511-7。
- 『「韓国からの通信」の時代　―韓国・危機の15年を日韓のジャーナリズムはいかにたたかったか―』影書房、2017年9月。ISBN 978-4877144753。

### 共著・編著・共編著
- 小川圭治・池明観編 編『日韓キリスト教関係史資料　1876-1922』新教出版社、1984年5月。
- 池明観ほか『日本滞在二十年と韓国への想い　対談池明観氏に聴く』「朝鮮問題」懇話会〈「朝鮮問題」学習・研究シリーズ 第44号〉、1993年3月。
- 藤田英彦、池明観『自由に生きる』新教出版社、1995年3月。ISBN 4-400-51993-7。
- 池明観ほか編『日韓の相互理解と戦後補償』日本評論社、2002年3月。ISBN 4-535-51304-X。
- 池明観 著「詩人佐藤清との「再会」」、『福音と世界』編集部編 編『時代のように訪れる朝を待つ　「日韓併合」101年、キリスト者たちの対話』新教出版社〈新教コイノーニア 25〉、2011年8月。ISBN 978-4-400-21315-4。
- 池明観 述 著「東アジアへの架け橋として」、日本基督教団代田教会編 編『わたしたちはいま、どこにいるのか　隅谷三喜男先生から託されたもの』新教出版社〈新教コイノーニア 27〉、2012年3月。ISBN 978-4-400-40723-2。

### 監訳
- 李光洙『有情』池明観 監訳、高麗書林、1983年10月。ISBN 4-87561-036-X。